# Carlos Varsavsky
Carlos Manuel Varsavsky (Buenos Aires, 1933 ... – 1º marzo 1983) è stato un fisico e astrofisico argentino.

## Biografia
Dopo aver completato gli studi superiori a Colegio Nacional de Buenos Aires, si è trasferito negli Stati Uniti, dove si è laureato in Physical Engineering e ha ottenuto un Masters Degree dall'Università del Colorado a Boulder. Nel 1959 ha ottenuto il dottorato in Astronomia alla Harvard University.
Nel 1960 ritornò in Argentina si unì al nuovo gruppo di astrofisici dell'Università di Buenos Aires, dove insegnò Fisica fino al 1966. Nel 1964 fu il fondatore e il primo direttore dell'Instituto Argentino de Radioastronomia e presidente dell'Associazione dei Fisici Argentini. Partecipò anche alla costruzione del più grande radiotelescopio dell'emisfero meridionale a Villa Elisa, Buenos Aires.
Durante il periodo de facto (giunte militari del 1966-1973 e del 1976-1983) e nell'ambito universitario, Carlos M. Varsavsky mantenne una posizione democratica - anche durante la "notte dei lunghi bastoni", quando i militari del governo Juan Carlos Onganía attaccarono la Facoltà di Matematica e Scienze Naturali di Buenos Aires: studenti, laureati e professori furono bastonati con l'obiettivo di smantellare il progetto riformista di costruire una università di scienze di eccellenza.
Nel 1977 durante la Guerra Sporca suo nipote David Horacio Varsavsky fu rapito e ucciso. Dopo questo episodio fuggì con la famiglia negli Stati Uniti dove Wassily Leontief, Premio Nobel per l'Economia, lo nominò Direttore Associato dell'Institute of Economic Analysis alla New York University.
Carlos M. Varsavsky ebbe due figli: Paula Varsavsky, scrittrice e giornalista per la cultura, e Martín Varsavsky, imprenditore e fondatore della Varsavsky Foundation.
Morì nel 1983 a 49 anni, in volo per Buenos Aires, per un infarto.

## Lavori e contributi
La sua tesi dottorale sulle transazioni atomiche è stato un riferimento per molte generazioni di studenti di astrofisica. Le sue predizioni sull'abbondanza molecolare dell'idrogeno nelle nuvole, sebbene controverso all'epoca, sono state verificate con moderni metodi di osservazione.
Alcuni articoli di lavoro includono:
- “Vida en el Universo”. Buenos Aires: CEAL, 1971.
- “Una Introducción al Universo”. Buenos Aires: Estrada, 1973.
- “Astronomía Elemental”. Buenos Aires: Estrada, 1969.
- “Sobre la Posibilidad de Cambiar la Actual Semana de Siete Días”, sponsorizzato dalla Ford Foundation nel 1975.

## Premio Carlos M. Varsavsky
La Asociación Argentina de Astronomía, assieme alla Varsavsky Foundation, ogni due anni premia la migliore tesi in astronomia.